# Universum Verlag

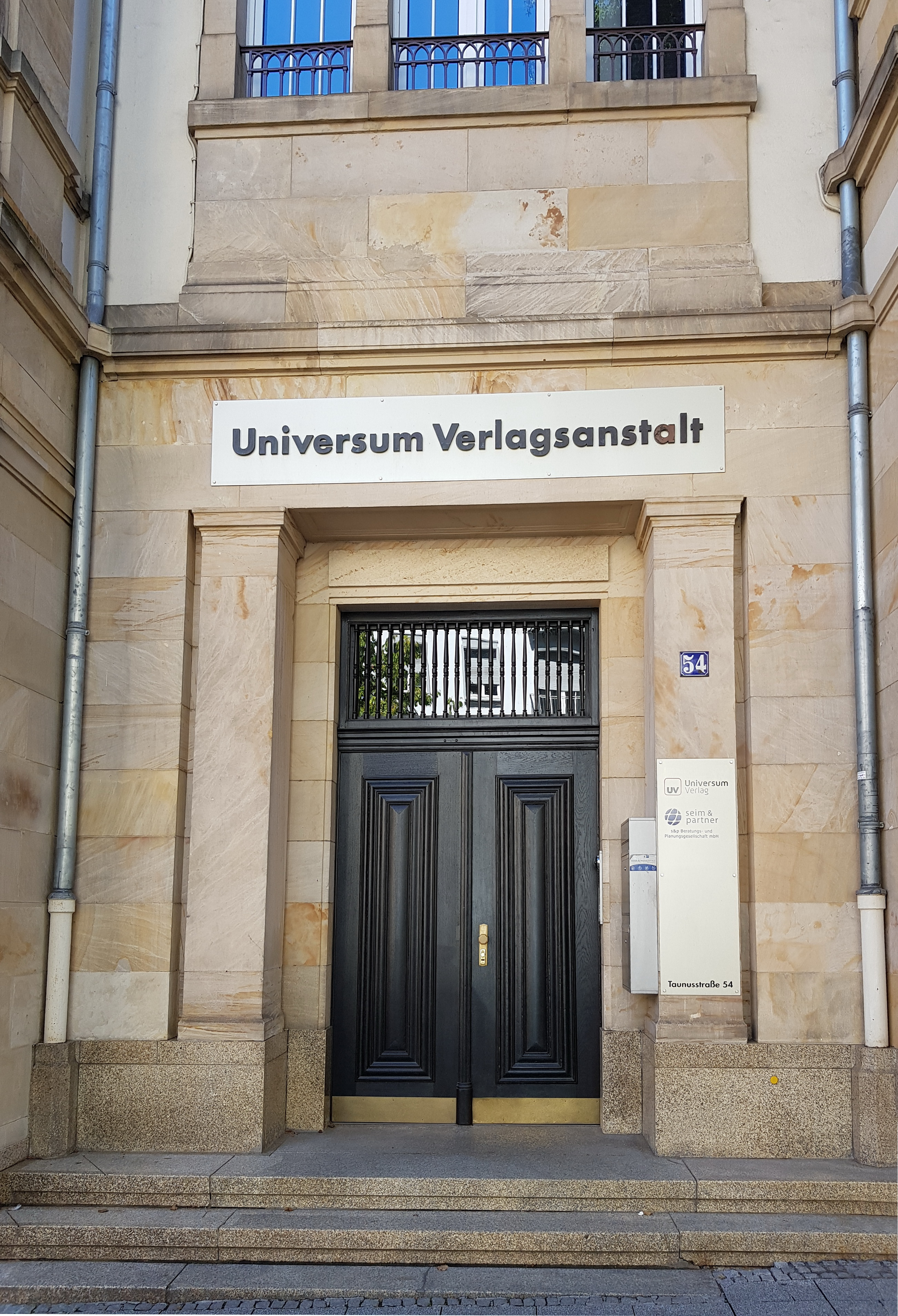
Eingang zum Verlagsgebäude

Der 1930 in Berlin gegründete Universum Verlag hat seinen Firmensitz seit 1949 in Wiesbaden. Der inhaltliche Schwerpunkt des Verlages liegt in den Themenfeldern Arbeitssicherheit, Gesundheitsschutz, Inklusion, Prävention, Rehabilitation sowie Verkehrssicherheit. Publiziert werden Print-, Online- und Offlinemedien.

## Geschichte
Der Verlag wurde 1930 als Universum Verlagsanstalt GmbH von Wilhelm Ott in Berlin-Tempelhof gegründet.
Vom Herbst 1933 bis 1940 gab der Verlag die Reihe Deutschland-Bildheft heraus. Das Bildheft Nr. 234 von 1938 hatte den Titel Nürnberg. Die Stadt der Reichsparteitage.
Nach dem Zweiten Weltkrieg übersiedelte der Verlag nach Wiesbaden.  Das Unternehmen blieb in Familienhand, bis 1997 Siegfried Pabst, bereits seit 1988 Mitgesellschafter, und die Berliner Druckerei Altmann Druck GmbH den Verlag von den Erben Wilhelm Otts übernahmen.

## Verlagsprogramm
Das Verlagsprogramm reicht von Zeitschriften, Büchern und Kalendern bis hin zu elektronischen Medien, Applikationen und Social Media. Die Themenschwerpunkte sind u. a. Arbeitssicherheit, Gesundheitsschutz im betrieblichen Umfeld, Schulbildung, Ausbildung und Berufsstart, Gesundheit und Pflege sowie Kommunikation und Öffentlichkeitsarbeit.
Die Umsetzung erfolgt sowohl in eigener verlegerischer Initiative als auch in enger Zusammenarbeit mit Institutionen der gesetzlichen Unfallversicherung sowie Ministerien, Betrieben, Bildungseinrichtungen und dem staatlichen Arbeitsschutz. Auch Agentur-Dienstleistungen werden erbracht.

## Unternehmensstruktur
Am Universum Verlag hält die Pabst Media Beteiligungs GmbH 50 % und die Universum GmbH 50 % der Anteile, die sich zu 100 % im Eigentum der FDP befindet. Die Hälfte der Gesellschaftsanteile hält somit mittelbar die FDP.

## Auszeichnung
Im Oktober 2013 zeichnete die IHK im Rahmen des Projektes Gesundes unternehmen den Universum Verlag aus. Auch 2014 und 2015 wurde der Verlag für sein Engagement im Bereich des Betrieblichen Gesundheitsmanagements ausgezeichnet.

## Kritik
Wegen der Regierungsbeteiligung der FDP und Aufträgen von 1,4 Millionen € durch ebendiese Regierung geriet der Verlag 2013 in die Kritik, als FDP-Unternehmen bevorteilt zu werden.